# Carla Berrocal
Carla Berrocal (Madrid, 1983) és una il·lustradora de còmic espanyola.

## Trajectòria
Berrocal es va graduar a l'Escola d'Arts i Oficis de Madrid i va començar des de molt jove en el món de la il·lustració i el còmic. En 2011, va publicar la seva primera novel·la gràfica El brujo en la qual mostra el folklore màgic de Xile. Tres anys després, en 2014, va coordinar l'adaptació gràfica del llibre d'Hernán Migoya Todas Putas, que el 2003 havia generat gran polèmica en ser titllat de misogin i de fer apologia de la violació. En aquest llibre, Berrocal va il·lustrar El violador, una de les històries més controvertides de l'obra. El 2016 va publicar Epigrafías, un còmic sobre la poeta Natalie Clifford Barney. Aquest mateix any va ser comissària, juntament amb Elisa McCausland, de l'exposició Presentes: Autoras de tebeo de ayer y hoy. La mostra, organitzada pel Col·lectiu d'Autores de Còmic del qual Berrocal és promotora, va recórrer seus de l'Agència Espanyola de Cooperació Internacional per al Desenvolupament (AECID) a tot el món.
El 2017, Berrocal va exposar una historieta mural sobre 4 llegendes negres de la història de Madrid dins del programa La ciudad en viñetas del centre cultural municipal CentroCentro en el Palau de Cibeles. Al juny d'aquest mateix any, l'Ajuntament de Sevilla va triar a Berrocal per a la creació del cartell del Mes de la Diversitat Sexual de la ciutat. La il·lustració va formar també part de l'exposició De Mil Amores a Sevilla juntament amb les obres d'altres 19 artistes, per a mostrar la visibilitat LGTBI acompanyant amb il·lustracions els fragments de poemes de Federico García Lorca, Gloria Fuertes, Luis Cernuda o Rafael de Lleón, entre d'altres. També el 2017 Berrocal va començar a col·laborar, amb una il·lustració mensual, a la revista M21 Magazine de l'Ajuntament de Madrid.
A l'abril de 2018, va participar en la tercera edició del Festival de cinema LGTBI del Centre Cultural Internacional Oscar Niemeyer d'Avilés, on va exposar la seva identitat lesbiana i feminista. El 2019, va publicar La geometría de los silencios, un còmic amb text de Marc Buleón que narra una història d'amor entre dues persones autistes. Aquest mateix any va obtenir la beca de còmic MAEC-AECID de l'Acadèmia d'Espanya a Roma amb el projecte Doña Concha, un còmic inspirat en la vida i obra de Concha Piquer.
Va ser presidenta de l'Associació Professional d'Il·lustradors de Madrid (APIM) fins a 2020.
El 2022 Ficomic li va encarregar l'elaboració del cartell de la 40a edició del Saló Internacional del Còmic de Barcelona. En general, la crítica va rebre molt bé el disseny del cartell, qualificant el seu estil de "nostàlgic i feminista", i de ser un dels cartells més reivindicatius de la història del saló.
Berrocal compagina el seu treball com a il·lustradora amb la docència: és professora de narrativa i imparteix tallers sobre còmic i novel·la gràfica en diverses institucions. A més, té un blog on expressa el seu punt de vista sobre diversos temes del sector del disseny amb l'objectiu de transmetre a futurs artistes tot allò l'après durant la seva trajectòria professional.